# Skandij
Skandij je  kemični element s simbolom Sc in atomskim številom 21. Srebrno bel kovinski element d-bloka je bil v preteklosti uvrščen med redkozemeljske elemente  skupaj z itrijem in lantanidi . Odkrili so ga leta 1879 s spektralno analizo mineralov euksenit in gadolinit iz Skandinavije .
Skandij je prisoten v večini nahajališč redkozemeljskih in uranovih spojin, vendar ga iz teh rud pridobivajo le v nekaj rudnikih po vsem svetu. Zaradi nizke razpoložljivosti in težav pri pripravi kovinskega skandija, ki je bil prvič opravljen leta 1937, se uporabe za skandij razvijajo šele v sedemdesetih letih, ko so odkrili pozitivne učinke skandija na aluminijeve zlitine, ki ostaja njegova edina glavna uporaba. Svetovna trgovina s skandijevim oksidom znaša 15–20 ton na leto. 
Lastnosti skandijskih spojin so vmesne med lastnostmi aluminija in itrija . Obstaja diagonalno razmerje med obnašanjem magnezija in skandija, podobno kot med berilijem in aluminijem. V kemičnih spojinah elementov iz skupine 3 je prevladujoče oksidacijsko stanje +3.

## Lastnosti

### Kemijske značilnosti
Scandium je mehka kovina srebrnega videza. Pri  oksidiranju na zraku dobi rahlo rumenkasto ali rožnato barvo. Dovzeten je za vremenske vplive in se počasi raztaplja v večini razredčenih kislin . Ne reagira z mešanico dušikove kisline (HNO3) in 48% fluorovodikove kisline (HF) v razmerju 1: 1, verjetno zaradi tvorbe neprepustne pasivne plasti . Skandijevi opilki se na zraku vžgejo z briljantno rumenim plamenom in tvorijo skandijev oksid . 

### Izotopi
V naravi najdemo skandij izključno kot izotop 45 Sc, ki ima jedrski spin 7/2; to je njegov edini stabilni izotop. Za trinajst radioizotopov je ugotovljeno, da je najbolj stabilen 46Sc, ki ima razpolovno dobo 83,8 dni; 47 Sc, 3.35 dni;  44Sc,  ki oddaja pozitrone,4 h; in 48Sc, 43,7 ure. Vsi preostali radioaktivni izotopi imajo razpolovne dobe manj kot 4 ure, večina manj kot 2 minuti. Ta element ima tudi pet jedrskih izomerov, pri čemer je najbolj stabilen 44mSc ( t 1/2 = 58,6 h). 
Izotopi skandija se gibljejo od 36Sc do 60 Sc. Primarni način razpada pri masah, nižjih od edinega stabilnega izotopa, 45 Sc, je zajem elektronov, primarni način pri masah nad njim pa je emisija beta . Primarni produkti razpada pri atomski teži pod 45Sc so kalcijevi izotopi, z višjih atomskih mas pa izotopi titana . 

### Pogostnost
V zemeljski skorji skandij ni redek. Ocene se razlikujejo od 18 do 25 ppm, kar je primerljivo z obilico kobalta (20–30 ppm). Skandij je le 50. najpogostejši element na Zemlji (35. najpogostejši v skorji), vendar je 23. najpogostejši element na Soncu.  Vendar se skandij porazdeljuje redko in se v številnih mineralih pojavlja v sledovih.  Redki minerali iz Skandinavije  in Madagaskarja , kot so thortveitit, euxenit in gadolinit so edini znani zgoščeni viri tega elementa. Thortveitit lahko vsebuje do 45% skandija v obliki skandijevega oksida . 
Stabilna oblika skandija se v supernovah nastaja z r-postopkom .  Skandij tudi nastaja pod vplivom kozmičnih žarkov, ki cepijo težja jedra železa.
- 28Si + 17n → 45Sc (r-postopek)
- 56Fe + p → 45Sc + 11 C + n (cepljenje)

## Proizvodnja
Svetovna proizvodnja skandija je približno 15-20 ton na leto v obliki skandijevega oksida. Povpraševanje je približno 50% večje od ponudbe, tako da se proizvodnja kot tudi povpraševanje se še naprej povečujeta. Leta 2003 so le trije rudniki proizvajali skandij: rudniki urana in železa v Žovtih Vodah v Ukrajini, rudniki redkih zemelj v Bayan Oboju na Kitajskem in rudniki apatita na polotoku Kola v Rusiji ; od takrat so številne druge države zgradile objekte za proizvodnjo skandija, med drugimi 5 ton na leto (7,5 tone / leto Sc2O3 ) družbi Nickel Asia Corporation in Sumitomo Metal Mining na Filipinih .   V ZDA upajo, da bo podjetje NioCorp Development zbralo milijardo dolarjev  za odprtje rudnika niobija na področju Elk Creek v jugovzhodni Nebraski  ki lahko letno proizvede do 95 ton skandijevega oksida.  V vsakem primeru je skandij stranski produkt ekstrakcije drugih elementov in se prodaja kot skandijev oksid.   
Za proizvodnjo kovinskega skandija se oksid pretvori v skandijev fluorid in nato reducira s kovinskim kalcijem.
Na Madagaskarju in v regiji Iveland - Evje na Norveškem sta edini nahajališči mineralov z visoko vsebnostjo skandija, thortveitita (Sc,Y)2 (Si2O7 ), ki pa se ne izkoriščata.  Mineral kolbeckit ScPO4 · 2H2O ima zelo visoko vsebnost skandija, vendar pa v večjih nahajališčih ni na voljo. 
Odsotnost zanesljive, varne, stabilne in dolgoročne proizvodnje je omejila komercialno uporabo skandija. Kljub tej nizki stopnji uporabe skandij ponuja pomembne koristi. Še posebej obetavna je krepitev aluminijevih zlitin z le 0,5% skandija. Cirkonij, stabiliziran s skandijem, uživa naraščajoče tržno povpraševanje zaradi visoki učinkovitosti kot elektrolit v gorivnih celicahna osnovi trdega oksida.

## Spojine
V kemiji skandija skoraj v celoti prevladuje trivalentni ion, Sc 3+ .  Ionski polmeri M3+ v spodnji tabeli kažejo, da imajo kemijske lastnosti  ionov skandija več skupnega z itrijevimi ioni kot pa z ioni aluminija..Deloma je zaradi te podobnosti skandij pogosto uvrščen med lantanide.

## Zgodovina
Dmitri Mendeleev, ki ga imenujejo oče periodnega sistema, je leta 1869 napovedal obstoj elementa ekaboron z atomsko maso med 40 in 48. Lars Fredrik Nilson je s svojo ekipo leta 1879 odkril ta element v mineralih evksenit in gadolinit. Nilson je pripravil 2 grama skandijevega oksida visoke čistosti.   Element je poimenoval skandij, iz latinskega Scandia, kar pomeni "Skandinavija". Nilson očitno ni vedel za napoved Mendelejeva, Per Per Teodor Cleve pa je prepoznal zvezo in o odkritju obvestil Mendelejeva.  
Kovinski skandij je bil prvič izdelan leta 1937 z elektrolizo evtektične mešanice kalijevih, litijevih in skandijevih kloridov pri 700–800 ° C.  Prvi kilogram 99% čiste kovine skandija so pridobili leta 1960. Proizvodnja aluminijevih zlitin se je začela leta 1971 po ameriškem patentu.  Zlitine aluminija in skandija so bile razvite tudi v ZSSR . 
Laserski kristali gadolinij-skandij-galijev granata (GSGG) se uporabljajo v strateških obrambnih aplikacijah, razvitih za Strateško obrambno pobudo (SDI) v osemdesetih in devetdesetih letih.  

## Zdravje in varnost
Elementarni skandij velja za nestrupen, čeprav obsežnih preskusov skandijskih spojin na živalih še niso opravili.  Mediana smrtnega odmerka (LD 50 ) za skandijev klorid za podgane je bila določena kot 755 mg / kg za intraperitonealno in 4 g / kg za peroralno uporabo.  Glede na te rezultate je treba s spojinami skandija ravnati kot s spojinami z zmerno strupenostjo.